# Erfolgsmonitoring
Das Erfolgsmonitoring ist ein modernes, psychologisches Instrument, das zu persönlichen Leistungssteigerungen führen kann. Dabei spielen vor allem der Effekt des „Lernens unter Beobachtung“ sowie eine Dokumentation der entstandenen Fortschritte eine entscheidende Rolle.

## Grundlage
Das Erfolgsmonitoring begründet sich auf die Kombination zweier psychologischer Phänomene, die im „Hawthorne-Effekt“ und im „Zeigarnik-Effekt“ (Cliffhanger-Effekt) beschrieben sind. Der „Hawthorne-Effekt“ besagt, dass allein das Wissen, dass man beobachtet wird, den Einsatz steigert. Der „Zeigarnik-Effekt“ begründet sich auf der Annahme, dass unerledigte Fragen und Handlungen besser im Gedächtnis haften bleiben als Antworten und erledigte Aufgaben. Weiterführend bedeutet dies, dass unerledigte Aufgaben und Fragen einen viel stärkeren Handlungszwang auslösen als erledigte. Das Erfolgsmonitoring kombiniert den „Hawthorne-Effekt“ und den „Zeigarnik-Effekt“ zu einem Leistungssteigerungsinstrument der modernen Psychologie, welches bisher hauptsächlich im sportpsychologischen Rahmen umgesetzt wurde.

## Beschreibung
In einem Tagebuch, einem Videotagebuch oder einem Schriftstück werden die täglichen Fortschritte aufgezeichnet.

## Ablauf des Erfolgsmonitorings
Für die Umsetzung des Erfolgsmonitorings wird ein Tagebuch, Videotagebuch oder Schriftstück vorbereitet. Jeden Abend wird der Tag reflektiert mit der Frage: „Was war der Fortschritt des Tages?“. Unmittelbar danach stellt man sich die „Frage des Tages“: Eine offene Frage, die durch unbewusste Prozesse in der darauf folgenden Zeit bearbeitet wird. Nach 4 Wochen wird ein Monatsrückblick angesetzt, in dem die Fortschritte beobachtet und beleuchtet werden können.

## Synonyme
- Erfolgsdokumentation,
- Erfolgstagebuch,
- Erfolgsjournal,
- Dokumentation der Fortschritte